# Tanja Draxler-Zenz
Tanja Draxler-Zenz (* 25. August 1977 in der Steiermark) ist eine österreichische Beraterin, Autorin und Rednerin.

## Leben
Nach einer Ausbildung als Kindergarten- und Montessoripädagogin und einem Studium in Psychosozialer Beratung übernahm sie 2006 die Leitung eines Instituts für Klang- und Entspannungspädagogik in der Steiermark.
Tanja Draxler-Zenz ist Entwicklerin der „Integrativen Klangpädagogik“. Mit Hilfe von „Naturtoninstrumenten“ sollen Kinder und Jugendliche in ihrer Körperwahrnehmung geschult werden, so dass sie Entspannung erleben und in ihrer Persönlichkeit gestärkt werden. Draxler-Zenz schreibt über Entspannungspädagogik in der Zeitschrift „Musik in der Kita“ vom deutschen Lugert Verlag. Sie war Dozentin bei den Kongressen „Musik in der Kita“ 2016 in Essen, 2017 in Stuttgart, 2018 in Koblenz und 2019 in Hamburg.
Tanja Draxler lebt seit 2004 gemeinsam mit ihrem Mann und ihren drei Kindern in der Nähe von Graz in der Steiermark.

## Bücher
- Wohlfühlgeschichten: 30 Fantasiereisen mit Mutmach-Karten und CD. Don Bosco Verlag 2018, ISBN 978-3-7698-2340-0.
- Gelassenheit steckt an. Entspannt durch den Familienalltag. Ennsthaler Verlag 2017, ISBN 978-3-85068-973-1.
- Achtsame Klangschalen-Spiele. Spielerisch Ruhe und Entspannungsfähigkeit in Kita und Grundschule fördern. Ökotopia Verlag 2016, ISBN 978-3-86702-358-0.
- Töne sehen, Klänge fühlen. Körperwahrnehmung mit Klanginstrumenten fördern. Don Bosco Verlag 2016, ISBN 978-3-7698-2244-1.
- Reformpädagogische Schulen. Welche Beweggründe haben Eltern dafür, ihr Kind eine private Montessorischule besuchen zu lassen? Akademiker Verlag 2016, ISBN 978-3-330-50577-3.

## CDs
- Ich bin da – 24 Wohlfühllieder für Kinder: Lustige und ruhige Entspannungs-, Massage- und Mutmachlieder für mehr Körperwahrnehmung. Edition SEEBÄR-Musik 2019
- Chants und Kraftlieder. Miteinander singen, lachen und tanzen. neuewege Verlag 2015
- Round Kraftlieder und Chants. neuewege Verlag 2015
- Kraftlieder und Chants. neuewege Verlag 2009